# Chocolate Rain
Chocolate Rain – utwór muzyczny autorstwa amerykańskiego muzyka Taya Zondaya, który opublikował utwór wraz z teledyskiem 22 kwietnia 2007 roku w serwisie internetowym YouTube. Od tego czasu do 19 sierpnia 2012 roku utwór obejrzano niemal 100 milionów razy. Piosenka opublikowana jest na licencji Creative Commons (Uznanie Autorstwa – Użycie Niekomercyjne – Bez Utworów Zależnych). Mimo iż licencja nie zezwala na tworzenie utworów zależnych, powstało wiele remiksów i przeróbek utworu.
Klip wideo przedstawia Zondaya w białym t-shircie śpiewającego w studiu nagraniowym do mikrofonu pojemnościowego. Okazjonalnie pojawiają się ujęcia przedstawiające grę na keyboardzie. Zonday także co jakiś czas odsuwa głowę od mikrofonu. Towarzyszy temu napis „odsuwam się od mikrofonu, aby wziąć oddech”, co między innymi stało się obiektem wielu parodii tej piosenki krążących po Internecie.
28 listopada 2007 roku powstał sequel piosenki nazwany „Cherry Chocolate Rain”, we współpracy z raperem Mista Johnsonem. Teledysk do piosenki został profesjonalnie nagrany i był finansowany jako część kampanii reklamowej napoju Dr Pepper.